# Aquí (canción de Allison)
«Aquí» es una canción proveniente del primer álbum de estudio del mismo nombre, de la banda mexicana de pop punk, Allison, de esta canción proviene su segundo video y el sencillo del mismo disco. Fue lanzado a principios del año 2007 por la discográfica Sony BMG.

## Lista de canciones

### Sencillo - CD[4]
| Aquí — Single |        |          |  |
| N.º           | Título | Duración |  |
| 1.            | «Aquí» | 4:00     |  |

## Créditos
- Erick Canales - Voz , Guitarra
- Abraham Isael Jarquín Guitarra
- Manuel Ávila "Manolín" Bajo, Coros
- Diego García Stommel - Batería

## Posicionamiento en listas
| Lista (2007)            | Puesto |
| ----------------------- | ------ |
| México (Los 40)         | 15     |
| Paraguay (Radio Latina) | 30     |